# Lisis
La lisis celular es el proceso de ruptura de la membrana celular de células o bacterias que produce la salida del material celular, provocado por lisinas.
Todas las células tienen una membrana hecha de fosfolípidos que separan el contenido celular del ambiente extracelular. Los fosfolípidos son anfipáticos y tienen embebidas las proteínas de membrana. La naturaleza de los lípidos y las proteínas varía dependiendo del tipo de célula.
En la célula animal la membrana es la única barrera, pero en plantas y bacterias la membrana se encuentra rodeada por una pared celular. La pared celular bacteriana está compuesta por peptidoglicanos. Estos tipos de barrera extracelular confieren forma y rigidez a las células.
La técnica escogida para la ruptura celular tiene que considerar el origen del tejido para evaluar su facilidad o dificultad de destrucción. Además, el método debe ser compatible con la cantidad de material que será procesado y las aplicaciones de este.
También existe la citólisis mediada por linfocitos (células del torrente sanguíneo que actúan como defensas) que expresan en su superficie receptores de linfocitos (TCR = T-Cell receptor) que se unen al complejo antígeno-molécula del complejo mayor de histocompatibilidad I, y posteriormente secretan linfocinas y perforinas, las cuales producen canales iónicos en la célula infectada o neoplásica y entonces, la conducen a la lisis y muerte posterior de la célula. Cabe aclarar que los TCR de los linfocitos T reconocerán los antígenos en células huésped infectadas por virus o en aquellas células que han sufrido transformación neoplásica (tumoral).

## Tipos de lisis
Según los métodos usados a la hora de realizar el proceso de ruptura de la membrana existen dos tipos de lisis: lisis química o lisis mecánica.

### Lisis mecánica o por métodos físicos
- Óptica: Consiste en la aplicación de pulsos láser para lisar las células, es útil al enfocarse en una sola célula debido a que se puede modular la potencia del láser y direccionarlo a un lugar específico.[3]

- Homogeneización líquida: Las células se rompen al obligarlas a pasar por espacios muy pequeños.
- Sonificación: Ondas de alta frecuencia rompen las células.[1]
- Congelamiento: Ciclos de congelación continuos rompen la célula induciendo la formación de cristales.

### Lisis química
- Lisis alcalina: está basada en la generación de iones OH- con el fin de impulsar el proceso de lisis celular.[3]
- Lisis celular por medio de detergentes: es una manera más suave de romper la membrana celular por medio de detergentes o agentes caotrópicos que permiten disolver la membrana celular.[2]

Los detergentes rompen la barrera lipídica solubilizando las proteínas e interrumpiendo la interacción lípido-lípido, lípido-proteína y proteína-proteína. Los detergentes, al igual que los lípidos, se asocian entre ellos y se unen a superficies hidrofóbicas. Se componen de una cabeza polar hidrofílica y una cola no polar hidrofóbica.
No hay un protocolo estándar disponible. El detergente dependerá de la aplicación que se le quiera dar. Muchos estudios en los que se usa electroforesis usan típicamente SDS para desnaturalizar las proteínas por completo. La elección del detergente para la lisis celular dependerá también del tipo de célula. Es importante tomar en cuenta además los buffer usados, el pH, la concentración de sal y la temperatura para la elección del detergente correcto.